# Midway Range
Midway Range är ett berg i Kanada.   Det ligger i provinsen British Columbia, i den södra delen av landet, 3 200 km väster om huvudstaden Ottawa. Toppen på Midway Range är 2 233 meter över havet, eller 377 meter över den omgivande terrängen. Bredden vid basen är 9,1 km.
Terrängen runt Midway Range är kuperad åt sydväst, men åt nordost är den bergig. Trakten runt Midway Range är nära nog obefolkad, med mindre än två invånare per kvadratkilometer.. Det finns inga samhällen i närheten.
I omgivningarna runt Midway Range växer i huvudsak barrskog.